# 凯特琳·思韦茨
凯特琳·思韦茨（英語：Caitlin Thwaites，1986年12月29日—），澳大利亚女子篮网球、排球运动员。她曾代表澳大利亚参加2014年和2018年英联邦运动会篮网球比赛，获得一枚金牌和一枚银牌。